# Gisement de gaz de Tchaïandina

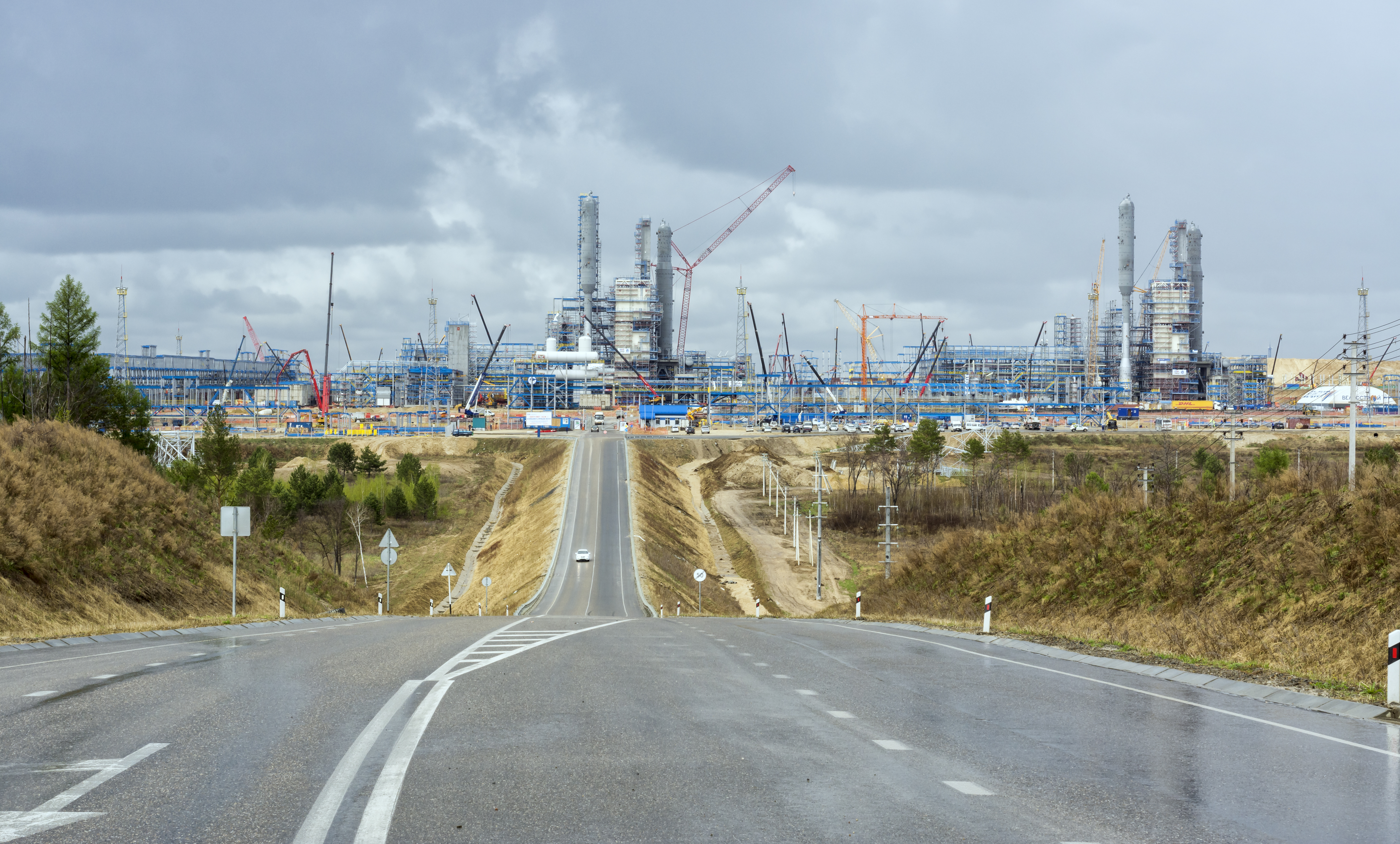
Usine de traitement du gaz en construction près de l'Amour

Le gisement de gaz de Tchaïandina (en russe : Чаяндинское нефтегазоконденсатное месторождение) est l'un des plus grands de l'est de la Russie. Il est à la base de la formation du centre de production de gaz de Iakoutie destiné au gazoduc Force de Sibérie et à l'usine de traitement du gaz de l'Amour (ru) (de pair avec Kovykta dans l'oblast d'Irkoutsk).

## Histoire
Le champ de condensat a été ouvert en 1983. Il se situe dans le District de Lenski (en) en république de Sakha en fédération de Russie .
L'accord de coopération entre la société Gazprom et la république de Sakha (Iakoutie) a été signé en juillet 2007.
La licence pour l'exploitation de condensats de pétrole et de gaz de Tchaïandina a été accordée par Gazprom conformément à l'ordonnance du gouvernement de la fédération de Russie du 16 avril 2008, date de commencement des travaux d'exploration géologique.
En 2012, le conseil d'administration de Gazprom a approuvé les investissements à réaliser dans le champ de Tchaïandina ainsi que ceux nécessaires au transport et au traitement du gaz. En 2013, le gisement a reçu la qualification d'unique en fonction de la taille des réserves exploitables. Plusieurs sociétés ont participé aux travaux de nature géologiques : Gazprom géologopazbetka, TSNIP GIS, Gazprom VINIGAZ, INGEOSERVIS, Gazprom bourenie, Stroitransneftegaz. L'opérateur est Gazprom extraction Noiabrsk. En 2014, la production de pétrole a commencé sur le champ. La production sera envoyée à l'oléoduc Sibérie orientale-océan Pacifique.
En 2015, Gazprom a commencé l'aménagement des gisements de gaz. Le début de la production sera synchronisé avec le lancement du gazoduc Force de Sibérie et de l'usine de traitement de gaz de l'Amour. Les études sismiques ont été achevées.
En 2019, les forages ont atteint 508 000 mètres et 142 puits opérationnels ont été achevés.
Selon le projet, en 2023 le nombre de puits devrait atteindre 335 unités.

## Gisement
En fonction de la taille des réserves le gisement est classé dans la catégorie unique — environ 1,2 billion de m3 de gaz et environ 61,6 millions de tonnes de pétrole et de condensat. La production annuelle du projet est de 25 milliards de m3 de gaz, 1,9 million de tonnes de pétrole et 0,4 million de tonnes de condensat gazeux.
La gaz de ce gisement a une composition complexe et comprend des quantités importantes d'hélium. Sur ce gisement sera exploitée pour la première fois en Russie à l'échelle industrielle une technologie de la membrane d'extraction de l'hélium à partir du gaz naturel. Le gisement sera aussi une base de matière première pour l'usine de traitement du gaz de l'Amour (ru).

## Sources
- (ru) « Structure géologique de Tchaïandina », sur www.trubagaz.ru (consulté le 22 mai 2022)